# Paradise (singel Coldplay)
Paradise – drugi singel z albumu Mylo Xyloto autorstwa brytyjskiego zespołu Coldplay. Ukazał się 12 września 2011 r. Utwór zdobył nominację do Nagrody Grammy w kategorii Best Pop Duo/Group Performance.
19 października 2011 r. ukazał się teledysk do utworu. Wyreżyserował go Mat Whitecross, mimo wcześniejszych doniesień o powierzeniu tego zadania Hype Williamsowi. Materiał zdobył nagrodę MTV Video Music Awards w kategorii Najlepszy Teledysk Rockowy.

## Lista utworów
| Nr | Tytuł utworu | Długość |
| -- | ------------ | ------- |
| 1. | „Paradise”   | 4:38    |
|    |              | 4:38    |

## Pozycje na listach przebojów
| Państwo           | Lista                           | Najwyższa pozycja | Tygodni na liście |
| ----------------- | ------------------------------- | ----------------- | ----------------- |
| Australia         | ARIA                            | 3                 | 30                |
| Austria           | Ö3 Austria Top 40               | 22                | 23                |
| Belgia            | Ultratop 50                     | 3                 | 22                |
| Belgia            | Ultratop 50 Singles (Walonia)   | 3                 | 27                |
| Bułgaria          | Singles Top 40                  | 26                | 4                 |
| Dania             | Tracklisten                     | 5                 | 29                |
| Finlandia         | Suomen virallinen lista         | 5                 | 19                |
| Francja           | SNEP                            | 5                 | 95                |
| Hiszpania         | Productores de Música de España | 5                 | 26                |
| Holandia          | MegaCharts                      | 2                 | 29                |
| Irlandia          | Singles Top 100                 | 2                 | 48                |
| Kanada            | Billboard Canadian Hot 100      | 13                | 25                |
| Niemcy            | Media Control Charts            | 12                | 31                |
| Norwegia          | VG-Lista                        | 1                 | 28                |
| Nowa Zelandia     | Recorded Music NZ               | 3                 | 25                |
| Polska            | Poplista                        | 2                 | 10                |
| Portugalia        | Singles Top 50                  | 1                 | 44                |
| Stany Zjednoczone | Billboard Hot 100               | 15                | 29                |
| Stany Zjednoczone | Billboard Adult Contemporary    | 27                | 3                 |
| Stany Zjednoczone | Billboard Adult Pop Songs       | 5                 | 25                |
| Stany Zjednoczone | Billboard Alternative Songs     | 1                 | 25                |
| Stany Zjednoczone | Billboard Dance Club Songs      | 46                | 1                 |
| Stany Zjednoczone | Billboard Digital Songs         | 6                 | 44                |
| Stany Zjednoczone | Billboard Pop Songs             | 35                | 9                 |
| Stany Zjednoczone | Billboard Hot Rock Songs        | 3                 | 31                |
| Stany Zjednoczone | Billboard YouTube               | 19                | 1                 |
| Szwajcaria        | Schweizer Hitparade             | 4                 | 34                |
| Szwecja           | Sverigetopplistan               | 42                | 9                 |
| Wielka Brytania   | UK Singles Chart                | 1                 | 51                |
| Włochy            | FIMI                            | 2                 | 16                |

## Certyfikaty i sprzedaż
| Kraj                             | Certyfikat         | Sprzedaż   |
| -------------------------------- | ------------------ | ---------- |
| Australia (ARIA)                 | 6x platynowa płyta | 420 000+   |
| Belgia (BEA)                     | złota płyta        | 15 000+    |
| Dania (IFPI Danmark)             | 2x platynowa płyta | 180 000+   |
| Dania (IFPI Danmark) (streaming) | platynowa płyta    | 1 800 000+ |
| Francja (SNEP)                   | złota płyta        | 150 000+   |
| Kanada (MC)                      | 3x platynowa płyta | 240 000+   |
| Meksyk (AMPROFON)                | platynowa płyta    | 60 000+    |
| Niemcy (BVMI)                    | złota płyta        | 150 000+   |
| Nowa Zelandia (RMNZ)             | 2x platynowa płyta | 30 000+    |
| Portugalia (AFP)                 | 2x platynowa płyta | 40 000+    |
| Stany Zjednoczone (RIAA)         | 3x platynowa płyta | 3 000 000+ |
| Wielka Brytania (BPI)            | 3x platynowa płyta | 1 800 000+ |
| Włochy (FIMI)                    | 3x platynowa płyta | 90 000+    |